# 荷柏瑞

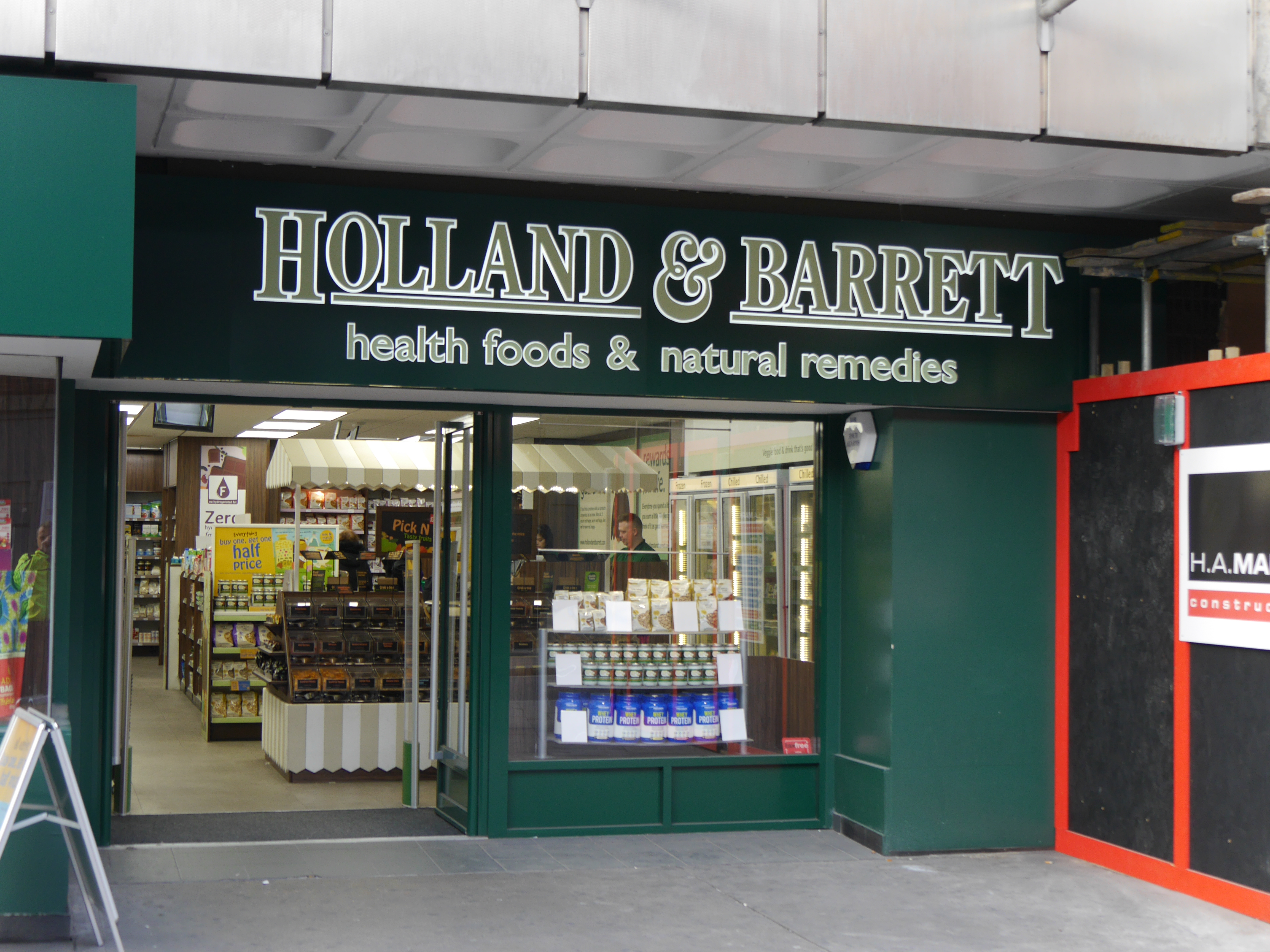
伦敦门店

荷柏瑞（英語：Holland & Barrett）是一家英国食品零售商，保健品品牌。在全球16个国家和地区拥有超过1300家门店，包括英国、爱尔兰共和国、荷兰、比利时、中国大陆、香港、印度和阿联酋。

## 历史
1870年创建于英格兰毕晓普斯托福德，起初是一家杂货铺和服装店，后逐渐壮大。1997年被NBTY收购，2010年NBTY又被凯雷集团收购。